# Gerichtsbezirk Rokitnitz
Der Gerichtsbezirk Rokitnitz (tschechisch: soudní okres Rokytnice) war ein dem Bezirksgericht Rokitnitz unterstehender Gerichtsbezirk im Kronland Böhmen. Er umfasste Gebiete im Nordosten Böhmens im Okres Rychnov nad Kněžnou. Zentrum des Gerichtsbezirks war die Stadt Rokitnitz (Rokytnice). Das Gebiet gehörte seit 1918 zur neu gegründeten Tschechoslowakei und ist seit 1991 Teil der Tschechischen Republik.

## Geschichte
Die ursprüngliche Patrimonialgerichtsbarkeit wurde im Kaisertum Österreich nach den Revolutionsjahren 1848/49 aufgehoben. An ihre Stelle traten die Bezirks-, Landes- und Oberlandesgerichte, die nach den Grundzügen des Justizministers geplant und deren Schaffung am 6. Juli 1849 von Kaiser Franz Joseph I. genehmigt wurde. Das Gebiet des späteren Gerichtsbezirks Rokitnitz gehörte zunächst zu den Gerichtsbezirken Senftenberg bzw. Reichenau. 1869 wurde schließlich die Schaffung des Gerichtsbezirks Rokitnitz bestimmt, wobei die zehn Gemeinden Rokitnitz, Oberdorf, Mitteldorf, Niederdorf, Herrnfeld, Batzdorf, Hohenerlitz, Halbseiten, Bärenwald und Schönwald aus dem Gerichtsbezirk Senftenberg und die 19 Gemeinden Ricka, Himmlisch-Ribnai, Saufloß, Groß-Stiebmitz, Klein-Stiebnitz, Kunzendorf, Kacer, Neudorf, Schwarzwasser, Kronstadt, Kerndorf, Friedrichswald, Großaurim, Kleinaurim, Bilai, Hlaska, Prorub, Rampusch, Röhberg und Tanndorf aus dem Gerichtsbezirk Reichenau ausgeschieden wurden. Der neugeschaffene Gerichtsbezirk wurde schließlich dem Bezirk Senftenberg zugewiesen, wobei das Bezirksgericht Rokitnitz per 15. Juni 1869 seine Tätigkeit aufnahm.
Im Gerichtsbezirk Rokitnitz lebten 1869 18.041 Menschen, 1900 waren es 16.341 Personen. Der Gerichtsbezirk Rokitnitz wies 1910 eine Bevölkerung von 15.032 Personen auf, von denen 14.524 Deutsch und 274 Tschechisch als Umgangssprache angaben. Im Gerichtsbezirk lebten zudem 234 Anderssprachige oder Staatsfremde.
Durch die Grenzbestimmungen des am 10. September 1919 abgeschlossenen Vertrages von Saint-Germain kam der Gerichtsbezirk Rokitnitz vollständig zur neugegründeten Tschechoslowakei, wobei die Gerichtseinteilung bis 1938 im Wesentlichen bestehen blieb. Nach dem Münchner Abkommen wurde das Gebiet dem Landkreis Grulich bzw. des Sudetenland zugeschlagen und wurde nach dem Zweiten Weltkrieg Teil des Okres Rychnov nad Kněžnou, zu dem es bis heute gehört. Nachdem die Bezirksbehörden im Zuge einer Verwaltungsreform 2003 ihre Verwaltungskompetenzen verloren, werden diese von den Gemeinden bzw. dem Královéhradecký kraj wahrgenommen, zu dem das Gebiet um Rokytnice seit Beginn des 21. Jahrhunderts gehört.

## Gerichtssprengel
Der Gerichtssprengel umfasste 1910 die 29 Gemeinden Bärnwald (Neratov), Batzdorf (Bartošovice), Bielai (Bělá), Friedrichswald (Bedřichovka), Großaurim (Velký Uhřínov), Großstiebnitz (Velké Zdobnice), Halbseiten (Malá Strana), Herrnfeld (Panské Pole), Himmlisch Rybnai (Nebeská Rybná), Hlaska (Hláska), Hohenerlitz (Vrchní Orlice), Katscher (Kačerov), Kerndorf (Jadrná), Kleinaurim (Malý Uhřínov), Kleinstiebnitz (Malé Zdobnice), Kronstadt (Kunštát), Kunzendorf (Kunčina Ves), Mitteldorf (Prostřední Rokytnice), Neudorf (Nová Ves), Niederdorf (Rokytnice), Oberdorf (Horní Rokytnice), Prorub (Prorubky), Rampusch (Rampuše), Ritschka (Říčky), Rokitnitz (Rokytnice), Saufloß (Souvlastní), Schönwald (Podlesí), Schwarzwasser (Černá Voda) und  Tanndorf (Jedlová).